# Minkowski 92
Minkowski 92 (również IRAS 19343+2926) – bipolarna mgławica protoplanetarna znajdująca się w konstelacji Łabędzia w odległości około 8000 lat świetlnych. Została odkryta przez Rudolpha Minkowskiego.
W środku mgławicy znajduje się gwiazda, która niedługo przekształci się w białego karła. Obecnie gwiazda centralna odrzuca gaz w dwóch przeciwległych kierunkach na skutek intensywnych pulsacji swojej powierzchni. Gwiezdny wiatr swoimi strumieniami naładowanych cząstek formuje odrzucony gaz w ogromne bąble po obu stronach gwiazdy.
Mgławica Minkowski 92 zachowuje się obecnie jak mgławica refleksyjna, ponieważ jest widoczna wyłącznie dzięki odbijaniu światła swojej gwiazdy. Za kilka tysięcy lat, gdy centralna gwiazda stanie się gorętsza, jej promieniowanie ultrafioletowe pobudzi otaczający ją gaz do samoistnego świecenia, przekształcając mgławicę Minkowski 92 w emisyjną mgławicę planetarną.